# کازو کاتسوراموتو
کازو کاتسوراموتو (انگلیسی: Kazuo Katsuramoto؛ زادهٔ ۵ سپتامبر ۱۹۳۴) کشتی‌گیر اهل ژاپن بود.
وی در مسابقات کشوری و بین‌المللی در مجموع برندهٔ ۱ مدال طلا، ۱ مدال برنز شده‌است.